# Viabilité myocardique
La viabilité myocardique est le fait que le muscle cardiaque est susceptible de récupérer une fonction contractile après réoxygénation de ce dernier par une revascularisation (angioplastie coronaire ou pontages). La détermination de cette viabilité est importante pour décider d'une telle revascularisation.

## Physiopathologie
L'ischémie myocardique peut se traduire, si elle est prolongée et profonde, par un infarctus du myocarde avec destruction définitive d'une partie du muscle cardiaque, sans possibilité de récupération, même lorsque l'ischémie est levée. Dans certains cas, le myocarde est sidéré, perdant sa fonction contractile mais sans destruction de la cellule : la levée de l'ischémie entraîne alors une récupération fonctionnelle pouvant être tardive.

## Techniques d'exploration
La scintigraphie myocardique montre qu'il existe une fixation du radiotraceur sur le muscle ischémique. Cette fixation peut apparaître tardivement (plusieurs heures, voir une journée après l'injection, l'examen pouvant être sensibilisée par une réinjection du traceur).
L'échographie de stress montre, en cas de viabilité, qu'il existe une amélioration de la contraction d'une paroi précédemment akinétique (immobile) ou fortement hypokinétique (peu mobile) sous de faibles doses de dobutamine. Cette contraction peut s'altérer lorsqu'on augmente les doses de ce dernier.
L'IRM cardiaque permet d'objectiver la viabilité du myocarde en analysant la fixation de gadolinium sur le muscle.
Ces différentes modalités ont parfois des résultats non concordants chez un même patient. Cela peut être expliqué au moins par une sensibilité et spécificité différente selon l'examen, la tomographie par émission de positrons au 18F-fluorodésoxyglucose ayant la plus grande sensibilité.

## Intérêt médical
La recherche de viabilité est typiquement demandée en cas de rétrécissement important (voire une occlusion) d'une artère coronaire pour discuter une revascularisation. Cette dernière peut être proposée si le myocarde dépendant de l'artère est jugé au moins partiellement viable. En l'absence de viabilité, il est inutile de proposer une angioplastie ou un pontage.